# Pioniertunnel

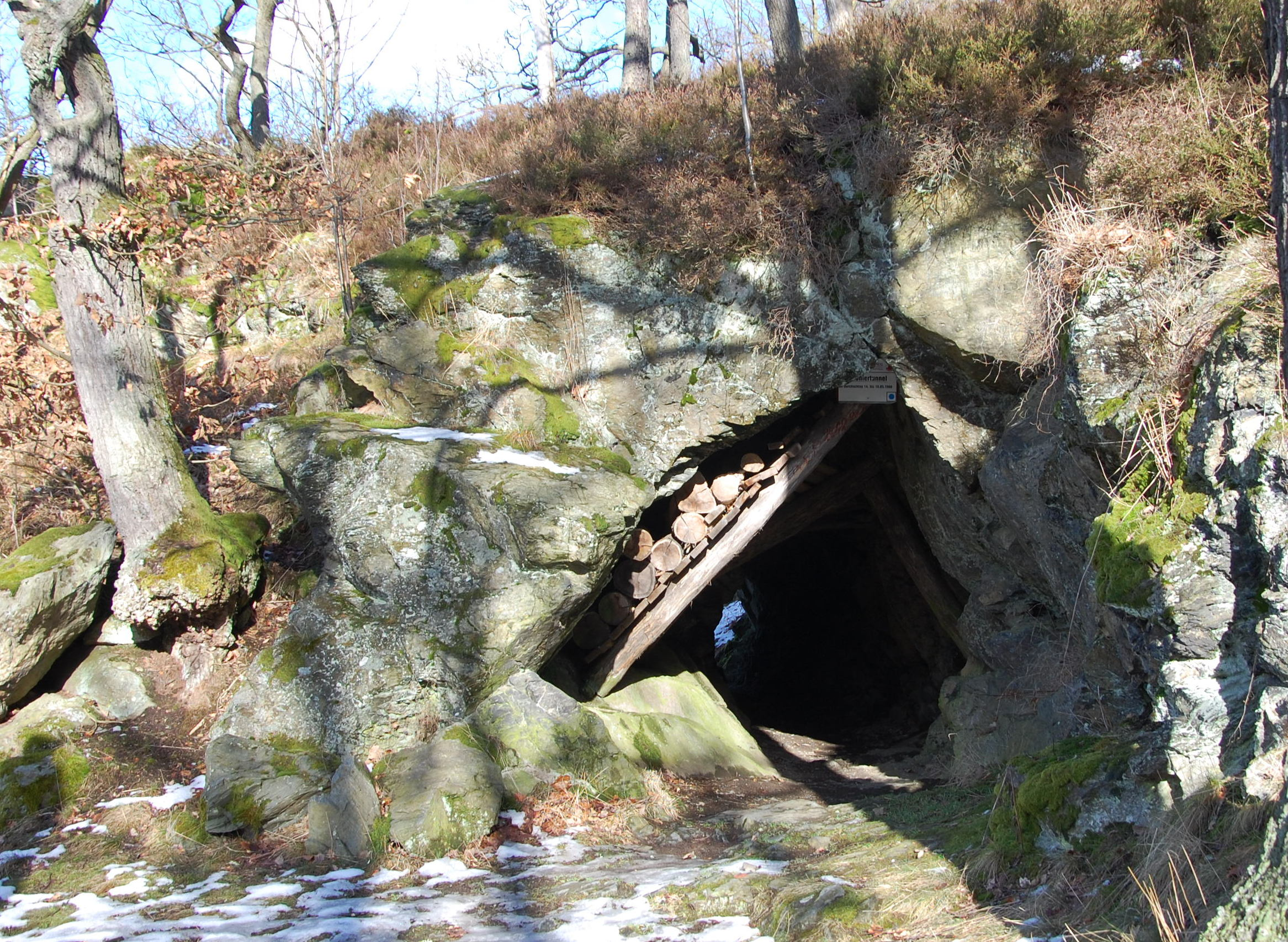
Südlicher Eingang zum Pioniertunnel

Der Pioniertunnel ist ein für Wanderer passierbarer Tunnel auf dem Gebiet der Stadt Harzgerode im Harz in Sachsen-Anhalt.

## Lage
Der Tunnel befindet sich im Verlaufe des Pionierweges, eines in der Vergangenheit auch als Magdeburger Stieg bezeichneten Wanderweges, oberhalb des Selketales zwischen Alexisbad und Mägdesprung. Unweit des Tunnels befindet sich die Pionierklippe.

## Gestaltung und Geschichte
Der Pioniertunnel wurde vom 14. bis zum 19. Mai 1900 im Rahmen einer Übung durch die 2. Kompanie des Magdeburgischen Pionier-Bataillons Nr. 4 durch den Felsen geschlagen. In Teilen ist der Tunnel in bergmännischer Form vorgetrieben worden.